# Јухарли (Џорџија)
Јухарли (енгл. Euharlee) град је у америчкој савезној држави Џорџија. По попису становништва из 2010. у њему је живело 4.136 становника.

## Демографија
Према попису становништва из 2010. у граду је живело 4.136 становника, што је 928 (28,9%) становника више него 2000. године.
| Група             | 2000.         | 2010.         |
| Белци             | 2.816 (87,8%) | 3.379 (81,7%) |
| Афроамериканци    | 245 (7,6%)    | 459 (11,1%)   |
| Азијати           | 20 (0,6%)     | 14 (0,3%)     |
| Хиспаноамериканци | 87 (2,7%)     | 195 (4,7%)    |
| Укупно            | 3.208         | 4.136         |